# Lü Ťi
Lü Ťi (čínsky pchin-jinem Lǚ Jì, znaky zjednodušené 吕纪, tradiční 呂紀; 1440?–1505?) byl čínský malíř mingské éry. Vynikal obrazy žánru „květin a ptáků“.

## Jména
Lü Ťi používal zdvořilostní jméno Tching-čen (čínsky pchin-jinem Tíngzhèn, znaky 廷振) a pseudonym Le-jü (čínsky pchin-jinem Lèyú, znaky zjednodušené 乐愚, tradiční 樂愚).

## Život a dílo

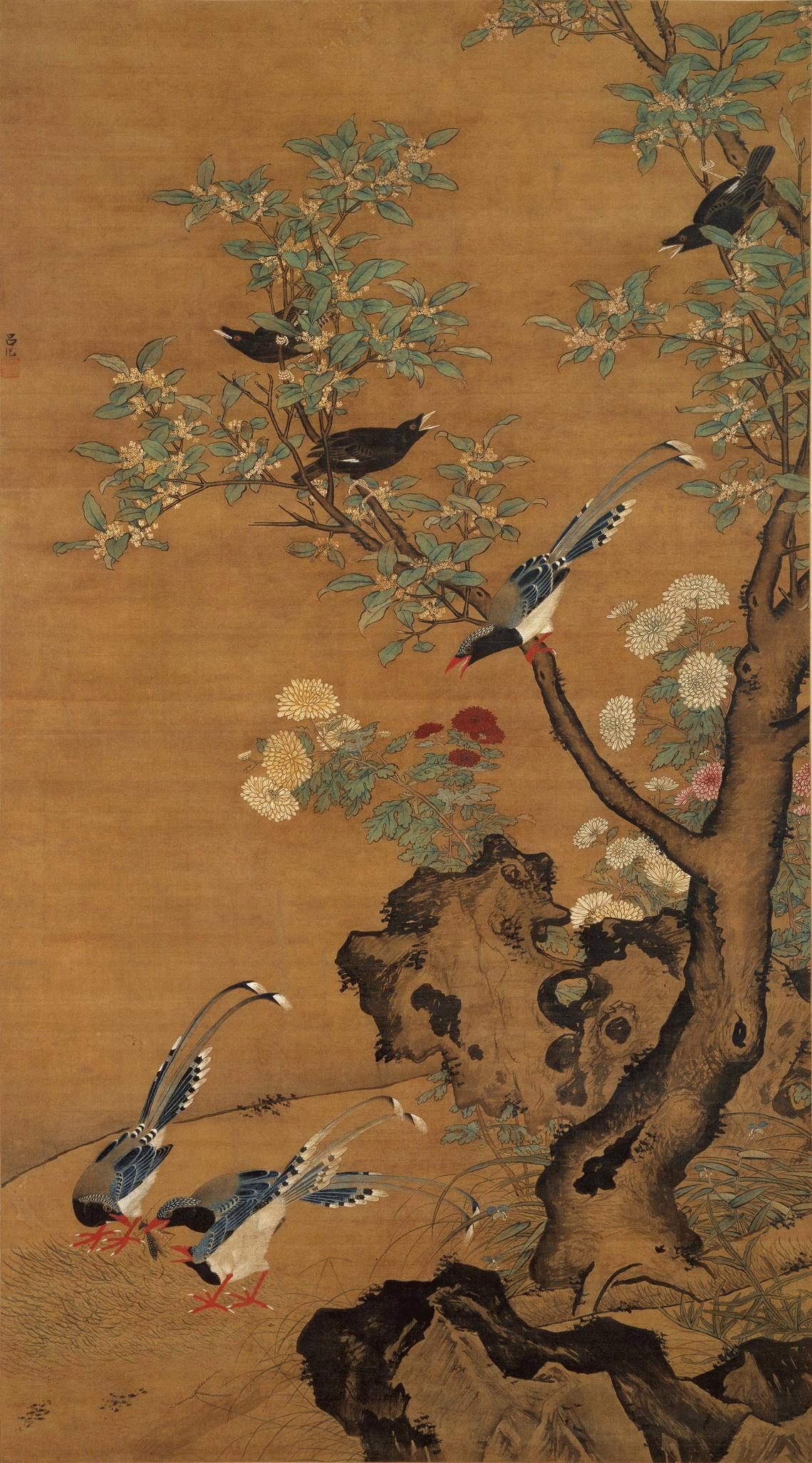
Kasie, chryzantéma a horští ptáci. Lü Ťi, Palácové muzeum, Peking.

Narodil se v Ning-po v provincii Če-ťiang. Jak je pro mingské umělce typické, přesné datum narození i úmrtí je neznámé. Podobně jako Lin Liang získal uznání nejprve v rodném městě jako mistr žánrů „květin a ptáků“ a „paláců a besídek“. Za vlády císaře Chung-č’ (1488–1505) byl vyzván ke službě v císařském paláci, kde, zatímco tvořil svá díla, formálně zodpovídal za císařské oděvy. Stejně jako Lin Liang, dospěl až k velitelské hodnosti v císařské gardě. Horlivě dodržoval dvorská pravidla a rituály, čímž si získal a udržel dobré vztahy s úředníky. A nejen si nimi, císař si ho stále vysoce cenil.

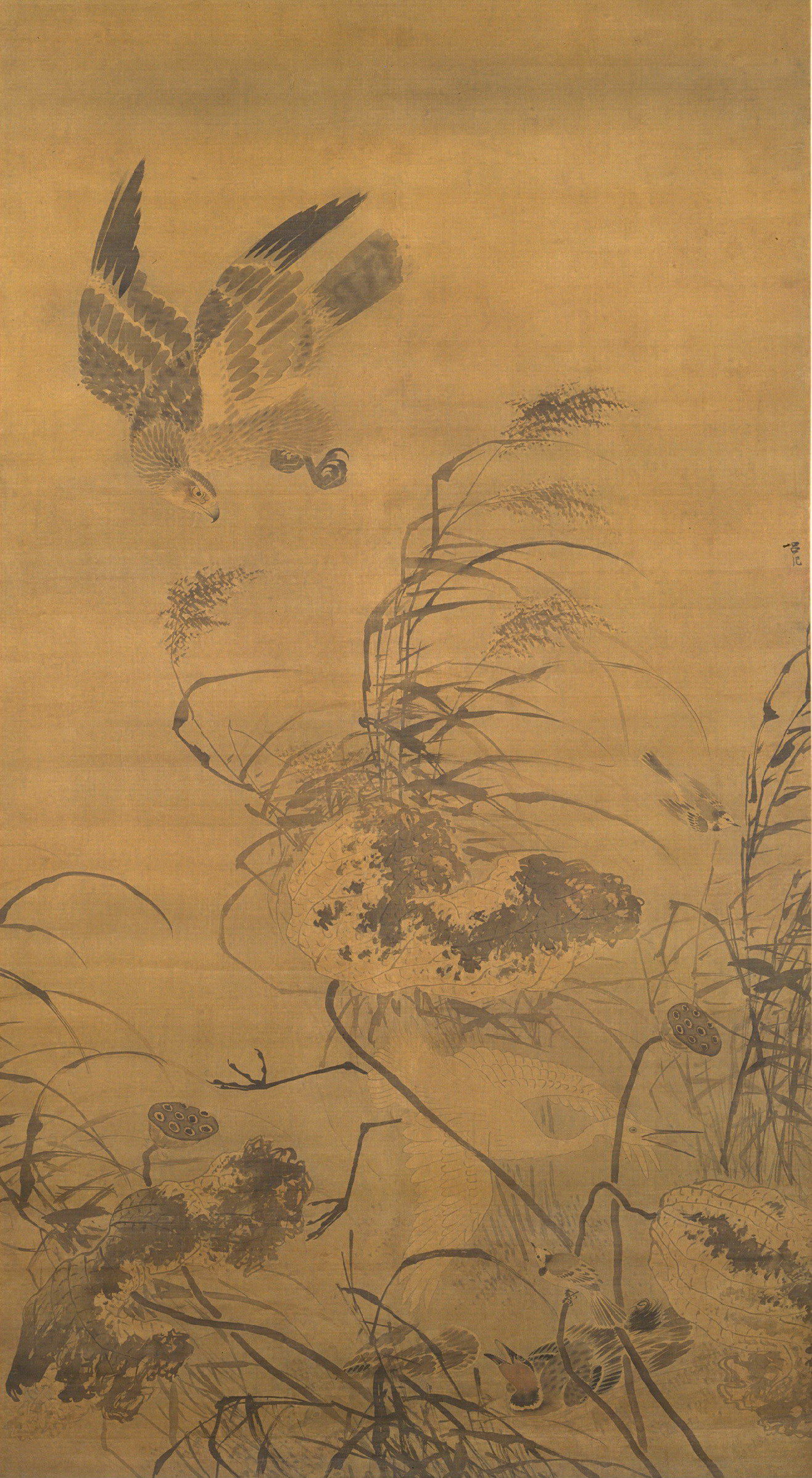
Bílá volavka, orel a padající lotosové květy. Lü Ťi, Palácové muzeum, Peking.

Obrazy květů a ptáků Lü Ťiho patří do dvou kategorií. První zahrnuje práce vytvořené detailním stylem, jasnými barvami a přesnými konturami malovanými černou tuší. tento styl se naučil u Pien Ťing-čaoa. Příkladem jsou Kasie, chryzantéma a horští ptáci, Kamélie a stříbřitý bažant nebo Podzimní ibišek a volavky. V obrazech tohoto typu je znát silný vliv mistrů období Jižní Sung Ma Jüana a Sia Kueje jak v kompozici, tak v zobrazení stromů a skal v pozadí. Postupně si vypracoval vlastní styl, kterým široce ovlivnil malíře žánru květů a ptáků jak u dvora tak i mimo metropoli. Tento styl je obvykle považován za mingský akademický styl malby květů a ptáků.

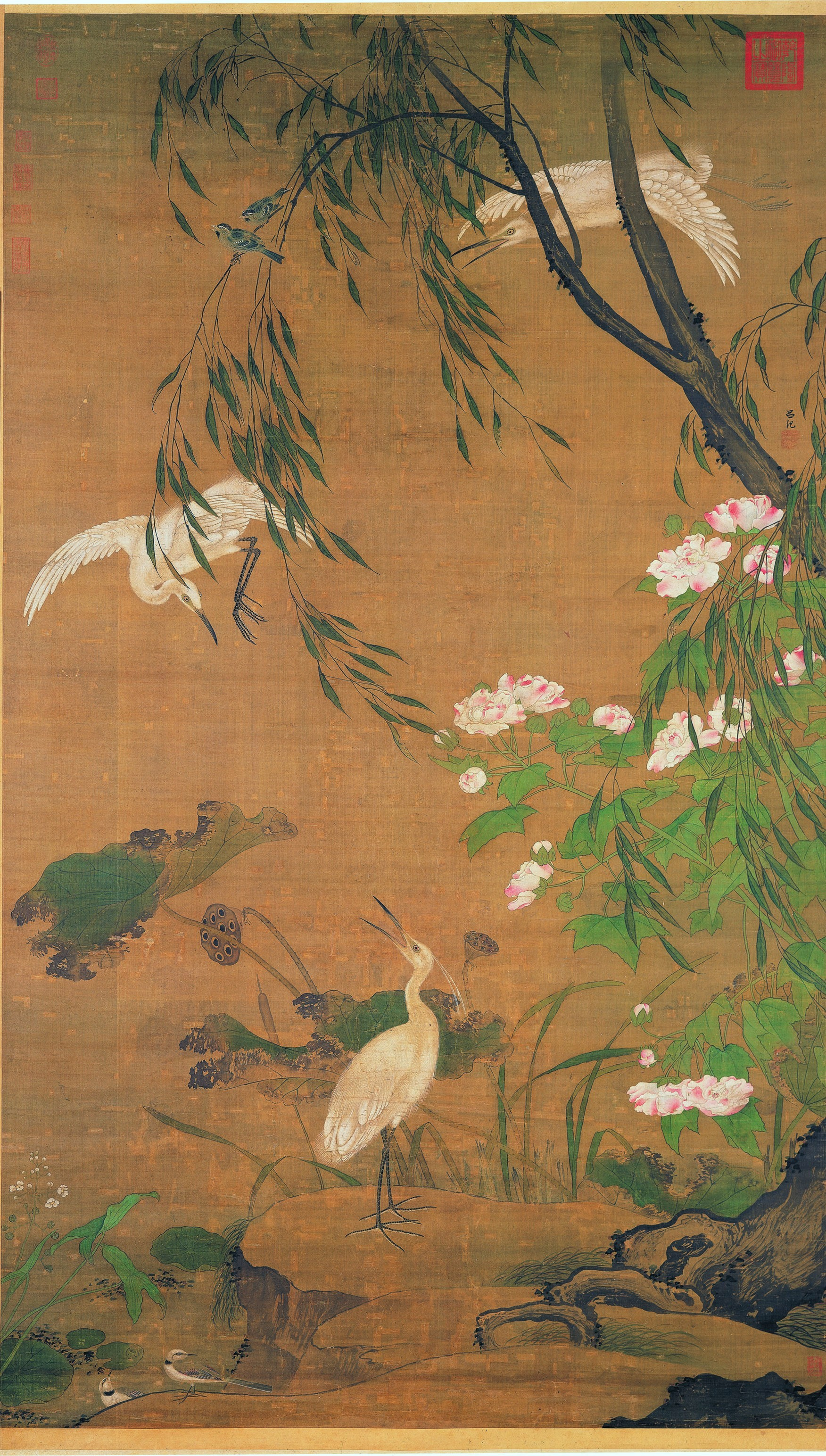
Podzimní ibišek a volavky. Lü Ťi, Národní palácové muzeum, Tchaj-pej.

Úplně jiný způsob malby převzal od Lin Lianga – styl kresby „volnou ruku“, který byl používán v černobílých kresbách. Lü Ťiho úspěchy v tomto směru nebyly menší než Lin Liangovy. Typickým obrazem tohoto stylu je Bílá volavka, orel a padající lotosové květy. Obraz ukazuje zábavnou scénu: přílet orla, který narušil klid lotosového rybníka v podzimní den. Mávnutí orlích křídel, panický shon ptáků, třtiny vlající ve větru a podzimní uvadající lotosové květy jsou vystiženy s udivující věrností. Obrazy inspirované přírodními scénami lze sledovat do období Severní Sung, k takovým umělcům jako byl Cchuej Paj.
Je považován za předního umělce v žánru „květin a ptáků“, schopného syntetizovat a shrnout tvůrčí úspěchy svých předchůdců.